# Ikrény
Ikrény község Győr-Moson-Sopron vármegye Győri járásában.

## Fekvése
Magyarország északnyugati részén, Győrtől nyugat-délnyugatra 8 km-re helyezkedik el. Természetföldrajzilag a Rábaköznek a Tóköz névvel illetett részéhez tartozik. A falu teljes egészében a Rába bal partján épült. Ikrény és Rábapatona között egy északnyugat-délkelet irányban húzódó dűnesáv található, ennek feltárásánál 3-4 méter vastag futóhomokréteget találtak.
Közlekedésföldrajzi helyzete kedvező: a Győrt Mosonmagyaróvárral összekötő 1-es főútról déli irányban lekanyarodva mindössze 6 kilométert kell utazni. Sopron felől pedig a 85-ös számú főútvonalról jobbra letérve 1 kilométernyi autózás után érhetjük el a falut. A településnek a Győr–Sopron–Ebenfurt-vasútvonalon önálló állomása van, ahol a személyvonatok megállnak.

## Története és mai élete
A település elnevezése valószínűleg az iker névszó "n(y)" képzős változatából származik. Első birtokosai az Icrany vagy Ikrényi nemzetség tagjai voltak, róluk már a 13. század vége felé olvashatunk. A falut írott források 1256-ban említették először, amikor egy csallóközi peres ügyben ikrényi nemesek tettek tanúvallomást. Károly Róbert a községet 1324-ben Gutkeled nembéli Miklós szlavón bánnak és soproni comesnak ajándékozta. A 14. század közepén előbb a Nagymartoni, majd 1373-ban már a Kanizsay nemzetség a birtokos. A Kanizsay család férfiágának kihalása után Kanizsay Orsolya maradt az egyetlen örökös. Nádasdy Tamás feleségül vette Kanizsay Orsolyát, így az ikrényi és a rábaszentmihályi jószágok a Nádasdy nemzetség birtokába jutottak. Nem szabad azonban más birtokosokról sem megfeledkezni: 1614-ben Torkos Péter Győr város bírája a vármegyei közgyűlésen Nádasdy Pál tisztjét megintette a győri határ legeltetéséért, s az intés ellen Nádasdy Pál és Vízkeleti János mint ikrényi közbirtokosok tiltakoztak. Nádasdy Ferenc kivégzése után a birtok a királyi kamara kezére került. A falu a későbbiek során újabb és újabb birtokosok kezén vándorolt: 1770-ben például a Körmendy, a Stverteczky, a Klempa, a Bolényi, az Eördögh, a Hajós, a Brunovszky és a Kaskovich családok osztoztak  Ikrényen. A község egy részét 1777. körül Lamberg Volrad szerezte meg, majd a honosított Lamberg Fülöp folytatva a szerzést, a 19. század végére Ikrény, Lesvár, Oszhely a Lamberg grófi családé lett. A 20. század eleje azonban nem hozott szerencsét a falunak: visszafejlődött pusztává, s 1909-ben közigazgatásilag Rábapatonához csatolták. A második világháború befejeződése utáni időszak lényeges változást hozott a község életében.
1945-ben létrehozták az Ikrényi Állami Gazdaságot, amely főleg zöldségtermesztéssel és állattenyésztéssel foglalkozott. Míg 1950-ben csak 81 fő, 1968-ban már 731 személy dolgozott az adott körülmények között jól működő szervezet keretei között. A hatvanas évek vége felé az Ikrényi Állami Gazdaságot egyesítették a Nyagyszentjánosi Állami Gazdasággal Kisalföldi Állami Gazdaság néven. Mára újra függetlenedtek egymástól.
Ikrény azon ritka települések közé tartozik, ahol az elmúlt 50 évben háromszorosára növekedett a lakosságszám. Ez elsősorban Győr közelségével, valamint a falu gyors fejlődésével magyarázható. Azok a tehetősebb győriek, akik a városi életforma kellemetlenségeit nem tudják elviselni, véglegesen letelepednek a közeli falvakban. Az utóbbi években elképzelhetetlen mértékű építkezési hullám kezdődött a faluban: jelenleg 345 a lakások száma, amelyből csak egy van önkormányzati tulajdonban. A vezetékes ivóvízzel ellátott lakások aránya mára már megközelítette a 100%-ot, s időközben a telefonhálózat kibővítésére is sor került. A község valamennyi útja portalanítva van, ez is bizonyítéka a magas infrastrukturális fejlettségnek. Emellett meg kell említeni a szabadidőközpontot. A község központjában, a Győri út és a Vasútsor találkozásánál, a mai INCIA RT épületénél található egy műemlék jelleggel védett kastély és annak magtárház épülete. A magtár átalakítását csak úgy engedélyezi az Önkormányzat, ha a műemlékileg fontos homlokzatot és szerkezetét nem változtatják meg. A magtár telkén a Műemlékvédelmi Hivatallal egyeztetett terv alapján díszkertet fognak létesíteni. Egyébként az egész terület átalakítása úgy lesz célszerű, ha a kastély a látószög középpontjába kerül. A kastély melletti Fülöp-erdőben sétálva eljutunk a Rábaholtághoz, amely egy gyönyörű kirándulóhelyet képez. Az egyik legfontosabb feladatnak az Önkormányzat a népesség helyben történő foglalkoztatását tekinti, ami a jelenlegi helyzetben nem kis feladat, mivel a településen nincs jelentős, munkaerőt foglalkoztatni tudó vállalkozás. Ikrény területén jelenleg a legtöbb embert foglalkoztató cég az Inicia ZRt, az önkormányzat, illetve a Coop bolt. Ikrény Győr nyugati oldalán található, így a komolyabb munkaerőt foglalkoztató vállalkozások nem itt fejlesztenek, mert a győri ipari park a város másik, keleti oldalán helyezkedik el.

## Közélete

### Polgármesterei
- 1990–1994: Gergó András (SZDSZ)[3]
- 1994–1998: Gergó András (független)[4]
- 1998–2002: Gergó András (független)[5]
- 2002–2006: Gergó András (független)[6]
- 2006–2010: Gergó András (független)[7]
- 2010–2014: Németh Tamás (független)[8]
- 2014–2019: Németh Tamás (független)[9]
- 2019–2024: Németh Tamás (független)[10]
- 2024– : Németh Tamás (független)[1]

## Népesség
A település népességének változása:
| Lakosok száma | 1755 | 1788 | 1826 | 1908 | 1871 | 1892 | 1872 |
|               | 2013 | 2014 | 2015 | 2021 | 2022 | 2023 | 2024 |

A 2011-es népszámlálás során a lakosok 82,6%-a magyarnak, 0,4% bolgárnak, 0,3% cigánynak, 2% németnek, 0,2% románnak mondta magát (17,2% nem nyilatkozott; a kettős identitások miatt a végösszeg nagyobb lehet 100%-nál). A vallási megoszlás a következő volt: római katolikus 45,6%, református 3,9%, evangélikus 4,2%, görögkatolikus 0,5%, felekezeten kívüli 9,9% (34,5% nem nyilatkozott).
2022-ben a lakosság 92,4%-a vallotta magát magyarnak, 1,1% németnek, 0,2% cigánynak, 0,1-0,1% görögnek, bolgárnak, ruszinnak, ukránnak, románnak és lengyelnek, 2,7% egyéb, nem hazai nemzetiségűnek (7,5% nem nyilatkozott; a kettős identitások miatt a végösszeg nagyobb lehet 100%-nál). Vallásuk szerint 37,7% volt római katolikus, 4,8% evangélikus, 3,7% református, 0,2% görög katolikus, 0,1% ortodox, 1,5% egyéb keresztény, 0,6% egyéb katolikus, 11,9% felekezeten kívüli (39,4% nem válaszolt).

## Nevezetességek
- Merán-kastély
- Nepomuki Szent János szobra (rekonstruálta Buda István)
- Dózsamajorban Lesvári Múzeum néven vízügyi műszaki kiállítás

## Képgaléria

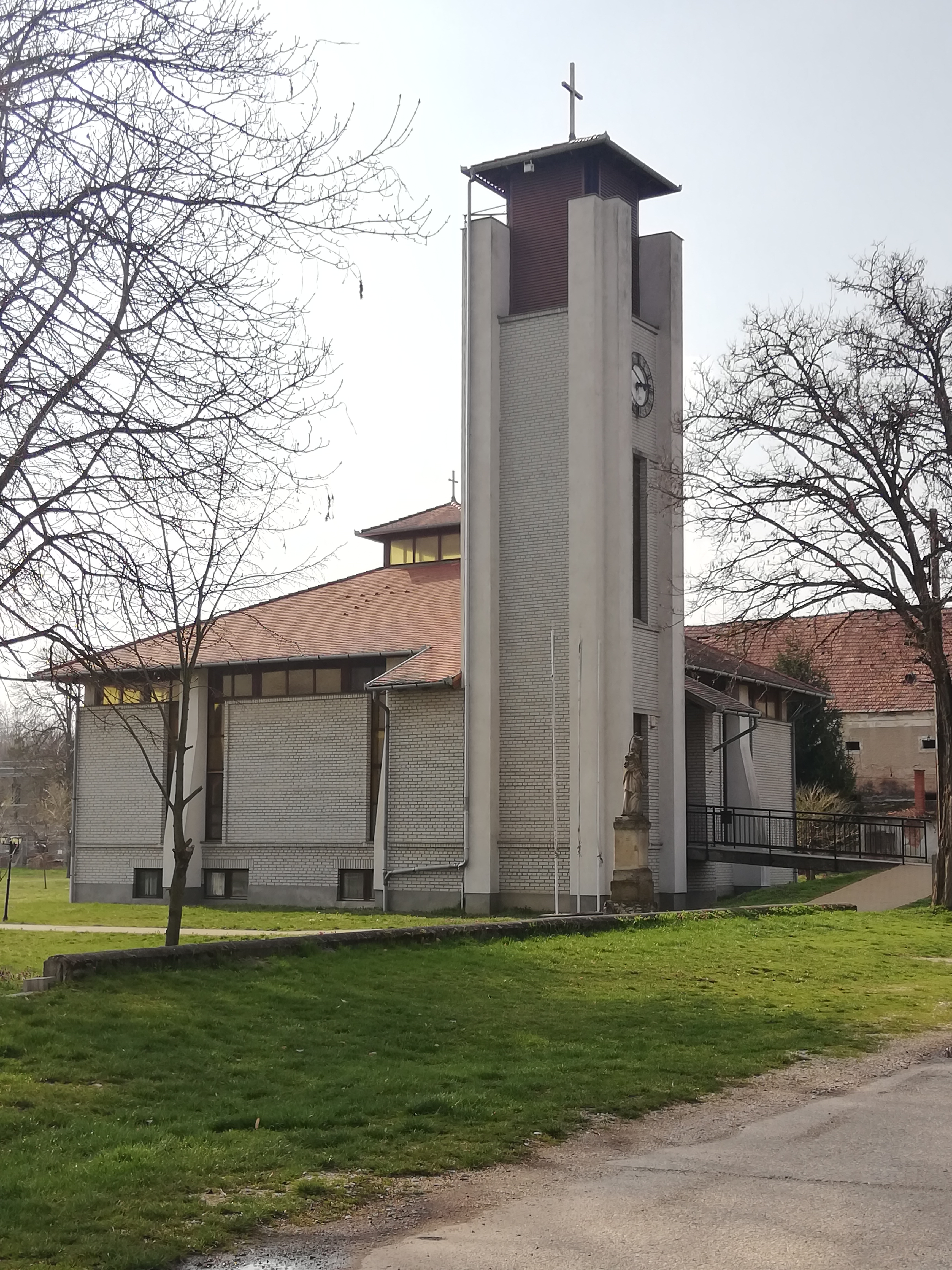
Katolikus temploma
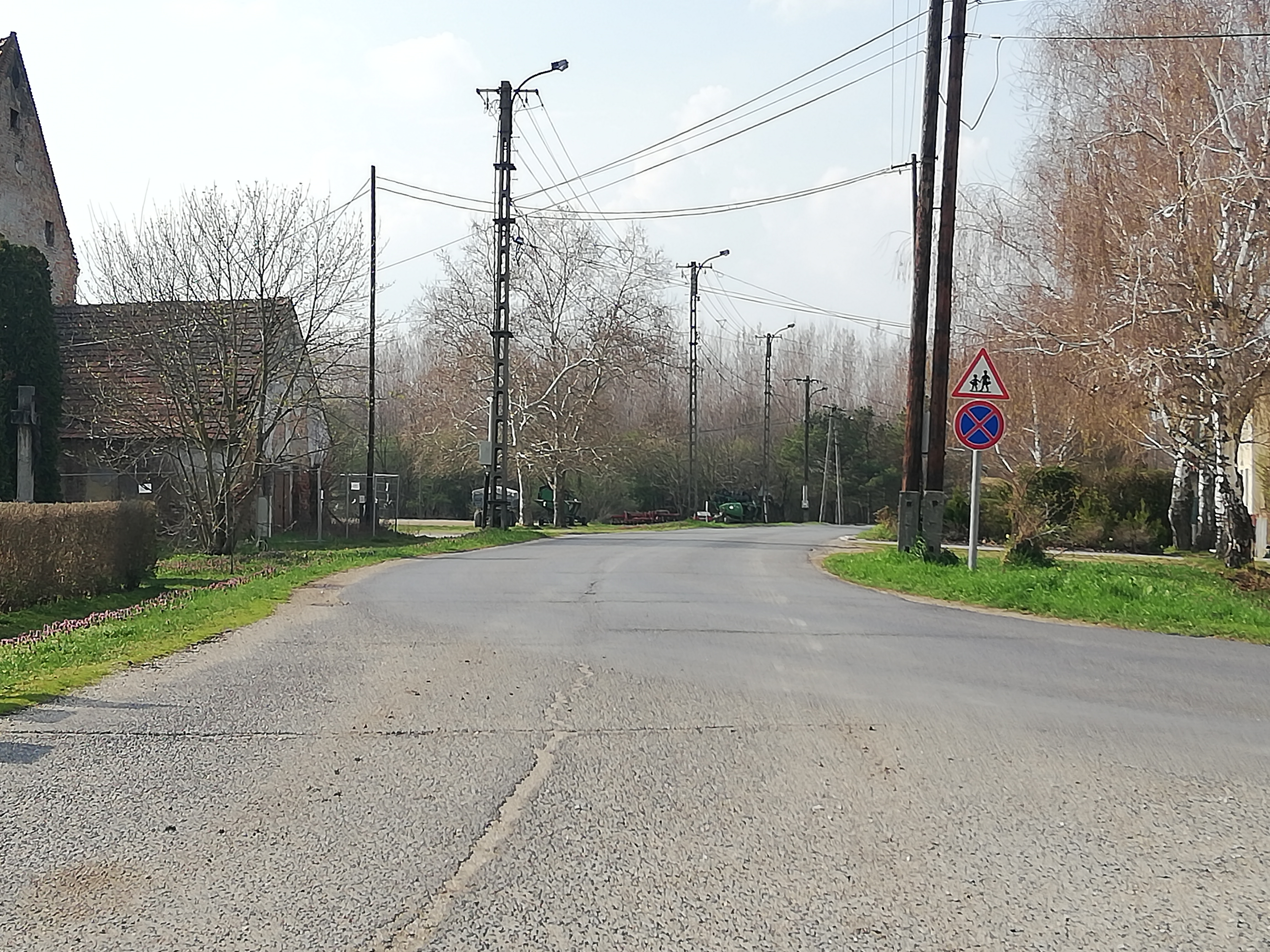
A főutca északnyugat (Enese)…
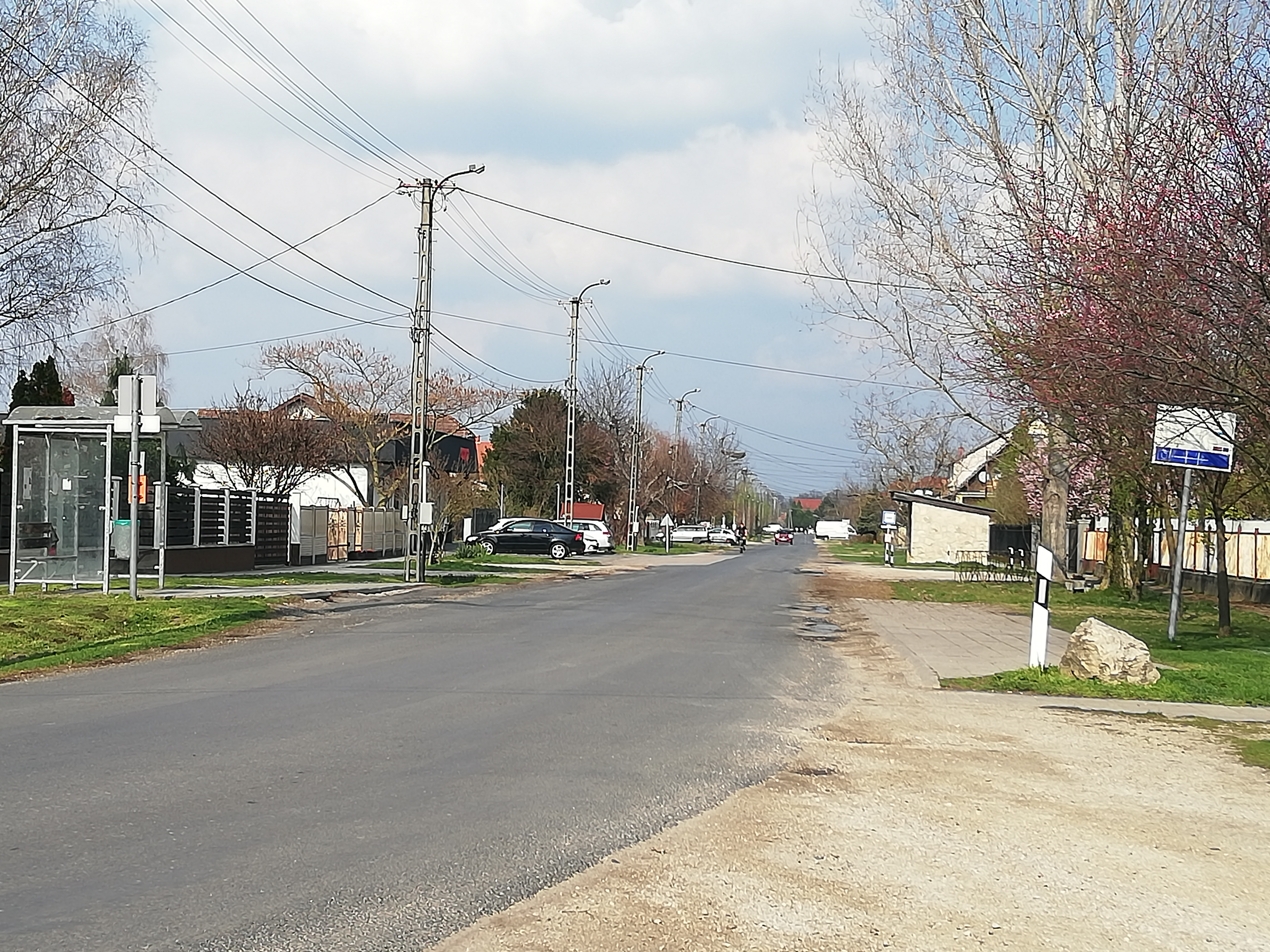
…és északkelet (Győr) felé nézve